# Sphenoptera cobosi
Sphenoptera cobosi es una especie de escarabajo del género Sphenoptera, familia Buprestidae. Fue descrita científicamente por Alexeev in Alexeev & Volkovitsh en 1989.

## Distribución
Habita en la región paleártica.